# Jawata
Jawata (japonsky 八幡市) je město v prefektuře Kjóto v Japonsku. K roku 2018 v ní žilo přes jednasedmdesát tisíc obyvatel.

## Poloha
Jawata leží v jižní části prefektury Kjóto v oblasti Kansai na ostrově Honšú. Větší města v okolí jsou Kjóto na severu a Udži na východě.

## Dějiny
Město Jawata vzniklo 1. listopadu 1977.